# Alfonso Castro
Alfonso Federico Castro Rivera (Ferrol, La Coruña, España, 27 de marzo de 1955) es un exfutbolista español que se desempeñaba como delantero.

## Clubes
| Club                         | País   | Año       |
| ---------------------------- | ------ | --------- |
| Racing Club de Ferrol        | España | 1972-1974 |
| R. C. Deportivo de La Coruña | España | 1974-1982 |
| Cádiz C. F.                  | España | 1982-1983 |
| C. F. Lorca Deportiva        | España | 1983-1985 |